# Míškovice
Míškovice (deutsch Mischkowitz) ist eine Gemeinde in Tschechien. Sie liegt sieben Kilometer südlich von Holešov und gehört zum Okres Kroměříž.

## Geographie
Míškovice befindet sich in den westlichen Ausläufern des Wisowitzer Berglandes am Übergang zur Obermährischen Senke (Hornomoravský úval). Das Dorf liegt rechtsseitig des Baches Míškovický potok auf einer Terrasse. Nördlich erhebt sich der Na Skále (284 m), im Osten der Hrádek (281 m), südöstlich der Široký (245 m), im Süden die Korbele (281 m) und südwestlich die Křemenná (314 m).
Nachbarorte sind Ludslavice, Na Kopci und Zahnašovice im Norden, Martinice, Větrák, Bednárňa und Žeranovice im Nordosten, Lechotice und Franckovice im Osten, Hostišová und Mysločovice im Südosten, Machová im Süden, Tlumačov im Südwesten, Trávník im Westen sowie Záhlinice und Kurovice im Nordwesten.

## Geschichte
Die erste schriftliche Erwähnung des zur Herrschaft Količín gehörigen Dorfes Nyezkowicze erfolgte 1397, als nach dem Tode von Peter Holický von Sternberg dessen Erben Peter von Krawarn und Marquart von Sternberg die Burg Količín mit den Dörfern Blazice, Hostišová, Količín, Lechotice, Machová, Markov, Meziříčí, Mysločovice, Nyezkowicze, Racková, Sazovice, Syrotsko und Žeranovice an die Brüder Zdenko und Jesko von Sternberg auf Lukov verkauften. Vor 1407 erwarb Hanuš von Milčany das aus 18 Huben Land, zwei Schänken und zwei Podsedeken bestehende Dorf Nyezkowicze von Jesko von Sternberg. Hanuš von Milčany verklagte 1408 den Besitzer der Herrschaft Malenovice, Johann von Schönwald und Stulbach (Jana ze Šumvaldu a ze Štulbachu) auf Ersatz von durch dessen Untertanen in Nyezkowicze angerichteter Schäden in Höhe von 350 Scherf. Im Jahre 1409 überschrieb Hanuš den Zins von acht Huben seiner Frau Dorota, die diese mit ihrer Mitgift Dražejovice verband. Drei Jahre später verkaufte er Nyezkowicze an Albrecht von Sternberg auf Lukov. 1480 wurde Nyezkowicze an die Herrschaft Holešov angeschlossen. Im Jahre 1518 wurde der Ort als Nizkowicz, 1589 als Mnisskowicze und 1672 Misskowicze bezeichnet.
Nachfolgende Besitzer waren die Herren von Zierotin, die Popel von Lobkowicz und ab 1650 Johann von Rottal. Zu Beginn des 17. Jahrhunderts bestand das Dorf aus 40 Anwesen. Durch den Dreißigjährigen Krieg verödete der Ort. Im Jahre 1673 waren lediglich 18 der Anwesen bewirtschaftet. Das älteste Ortssigel stammt von 1699 und trägt die Umschrift PECZET OBECZNI. DIEDINI. MISSKOWITZ. Nach dem Erlöschen des Geschlechts von Rottal fiel das Erbe 1762 Franz Anton von Rottals Schwiegersohn Franz Maximilian Nádasdy zu, der die Herrschaft an die Grafen Erdődy veräußerte. 1780 wurde eine Dorfschule eingerichtet. Im Jahre 1834 bestand Mischkowitz aus 58 Häusern und hatte 333 Einwohner. Bis zur Mitte des 19. Jahrhunderts blieb der Ort immer nach Holešov untertänig und war Sitz eines Vogtes. Dieses Amt war an den Besitz der Vogtei gekoppelt und konnte vererbt werden.
Nach der Aufhebung der Patrimonialherrschaften bildete Míškovice / Mischkowitz ab 1850 eine Gemeinde in der Bezirkshauptmannschaft Holešov. 1858 verkauften die Grafen Erdődy ihre Güter in Holešov mit allem Zubehör an die Grafen von Würben. Im selben Jahre entstand ein Schulneubau, der sich recht bald als zu klein erwies. Bereits 1878 wurde deshalb in der Ortslage Na kopci für 9525 Gulden ein neues Gebäude für die Schule errichtet. Im Jahre 1900 bestand Míškovice aus 89 Häusern und hatte 576 Einwohner. Die Schule wurde 1906 um ein Geschoss erhöht und der zweiklassige Unterricht aufgenommen. 1921 lebten in den 95 Häusern des Dorfes 541 Personen, davon waren 539 Tschechen und zwei Deutsche. Religiös bestand die gesamte Einwohnerschaft mit Ausnahme eines Konfessionslosen aus Katholiken. In seinem Testament bestimmte 1922 der in Míškovice gebürtige Pfarrer von Tatenice František Jančík seinen elterlichen Hof für die Errichtung eines Pfarrhauses. Nachfolgend gründete sich der Bürgerverein St. Florian, der mittels Spenden den Bau einer eigenen Kirche zu realisieren suchte. Das nach Plänen des Zlíner Baťa-Hausachitekten Gahura errichtete moderne Bauwerk wurde am 29. Juni 1928 durch Bischof Leopold Prečan geweiht. Im Jahre 1960 wurde die Gemeinde dem Okres Kroměříž zugeordnet.

## Ortsgliederung
Für die Gemeinde Míškovice sind keine Ortsteile ausgewiesen.

## Sehenswürdigkeiten

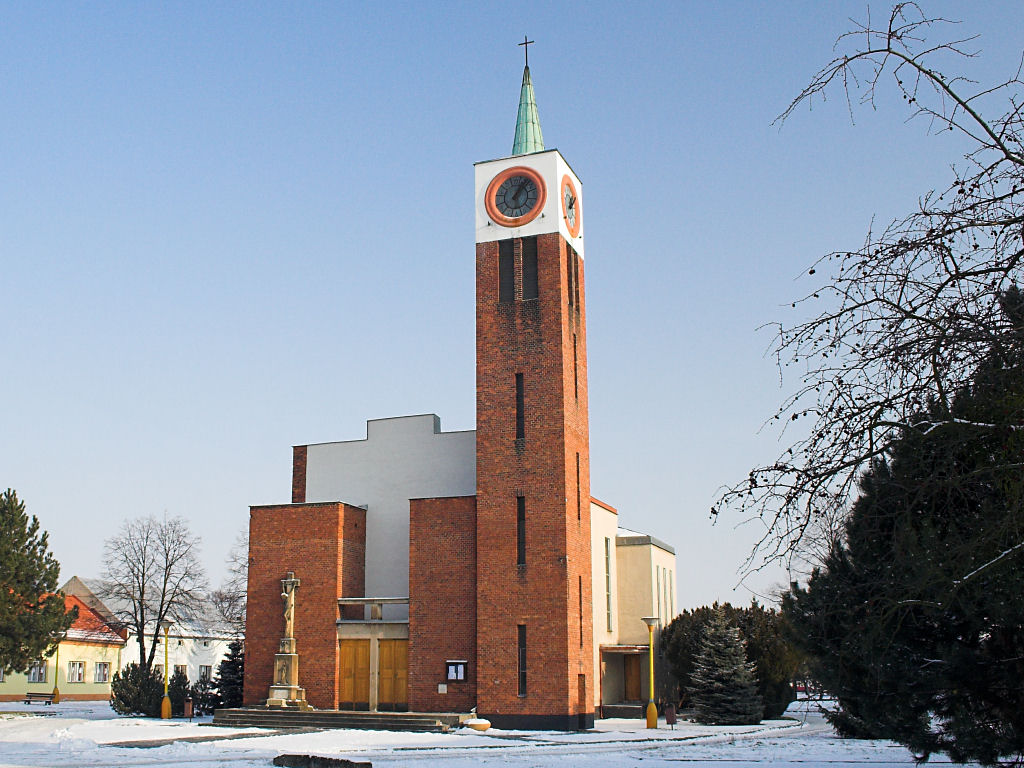
Kirche des hl. Antonius von Padua

- Kirche des Hl. Antonius von Padua, erbaut 1922–1927 nach Plänen von František Lydie Gahura. Geweiht wurde sie 1928.
- Friedhofskapelle des Hl. Florian, südlich des Dorfes an der Straßengabelung nach Mysločovice und Machová, errichtet zum Ende des 18. Jahrhunderts
- Statue des Hl. Josef, auf dem Dorfanger vor dem Gemeindeamt, geschaffen 1895
- Statue der Jungfrau Maria von Lourdes, südlich des Friedhofes an der Straße nach Mysločovice, errichtet 1891
- Steinernes Kreuz auf dem Friedhof, geschaffen 1858
- Denkmal für die Gefallenen des Ersten Weltkrieges, vor dem Eingangstor zum Friedhof
- Naturreservat Kurovický lom, ehemaliger Kalkbruch an der Křemenná, südwestlich des Dorfes

## Söhne und Töchter der Gemeinde
- František Gába (1829–1896), katholischer Geistlicher, Stenograph und Kulturschaffender